# Iszdordżijn Otgonbajar
Iszdordżijn Otgonbajar, mong. Ишдоржийн Отгонбаяр, (ur. 9 kwietnia 1968 w Ułan Bator) – mongolski piłkarz, grający na pozycji obrońcy, trener piłkarski. 

## Kariera zawodowa
Jako piłkarz grał w mongolskich klubach do 1988 roku. W 1990 roku rozpoczął studia na Kijowskim Uniwersytecie Kultury Fizycznej, gdzie studiował przez 5 lat specjalność trenera piłkarzy. W 1995 roku ukończył studia i został przyjęty na studia magisterskie. Po studiach akademickich kontynuował karierę trenerską w klubie Erchim i w 1997 roku został powołany na stanowisko asystenta trenera w reprezentacji Mongolii. W 2000 stał na czele narodowej reprezentacji Mongolii, którą kierował do stycznia 2011. Od włączenia Mongolii w FIFA w 1998 roku, to pierwszy selekcjoner, który przez 10 lat był na czele mongolskiej reprezentacji. On poprowadził zespół do uczestnictwa w wielu międzynarodowych turniejach, w tym w kwalifikacjach Mistrzostw Świata FIFA, Pucharu Azji w piłce nożnej i Mistrzostw Azji Wschodniej w piłce nożnej.